# Champ-de-Mars (Montréal)
Pour les articles homonymes, voir Champ de Mars (homonymie).
Le Champ-de-Mars est un espace vert de Montréal.

## Situation et accès
Le Champ-de-Mars est situé dans l'arrondissement de Ville-Marie et plus précisément dans le Vieux-Montréal derrière l'hôtel de ville.

## Origine du nom
Un champ de Mars, terrain propice aux manœuvres militaires.

## Historique
Un champ de Mars est aménagé à Montréal sur un terrain appartenant aux Jésuites dès les années 1740. Cet espace servit pour les rassemblements et les parades militaires jusqu'à la fin du XVIIIe siècle. En 1812, lors de la démolition des fortifications de Montréal et du réaménagement de ces réserves militaires, les autorités montréalaises proposent d'élargir l'ancien terrain d'exercices en créant une grande terrasse derrière les édifices institutionnels de la rue Notre-Dame, entre la rue Saint-Gabriel et l'axe de la rue Gosford. Afin de stabiliser le sol sur le côté de la rue Saint-Antoine, ils ont fait planter des arbres qui agrémentent le site et qu'on aperçoit dans l'iconographie de cet endroit au cours du XIXe siècle.
Utilisé dès le début comme terrain de manœuvres militaires, le champ de Mars le sera encore davantage à partir de 1886, lorsqu'on établit le manège militaire de la rue Craig (Saint-Antoine). Ce grand espace au cœur de la ville servira aussi à d'autres fins. Un marché public en plein air y est aménagé entre 1899 et les années 1920, avant d'être remplacé par un terrain de stationnement. Mais pendant la Deuxième Guerre mondiale, les voitures devront encore céder la place aux militaires.
Entre 1986 et 1991, des fouilles archéologiques ont mis au jour les vestiges des fortifications dans ce secteur (on y retrouvait encore un stationnement au milieu des années 1980). On a aménagé l'esplanade du champ de Mars en 1992, dans le cadre du 350e anniversaire de Montréal. Les archéologues y ont reconnu les fortifications de Montréal et les ont remises en avant-plan dans le réaménagement qui en découla.

## Bâtiments remarquables et lieux de mémoire
On peut y observer les dernières rares traces de l'existence des fortifications de Montréal qui s'élevaient autrefois jusqu'à 6,4 mètres de haut et 3 km de long. C'est en fait deux murs, l'escarpe et la contrescarpe, qui étaient séparés par un fossé qui tenait lieu de moyen de défense pour Montréal.

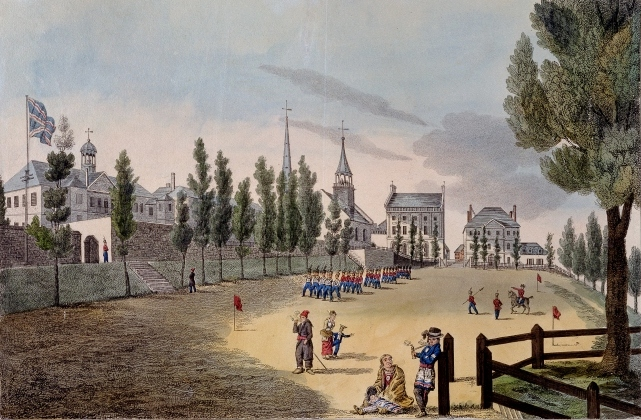
Le Champ-de-Mars, 1830
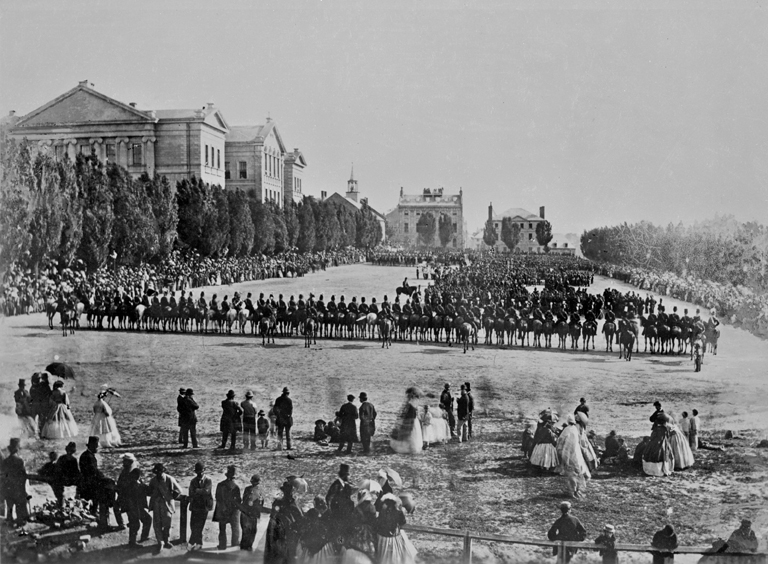
Le Champ-de-Mars, 1866
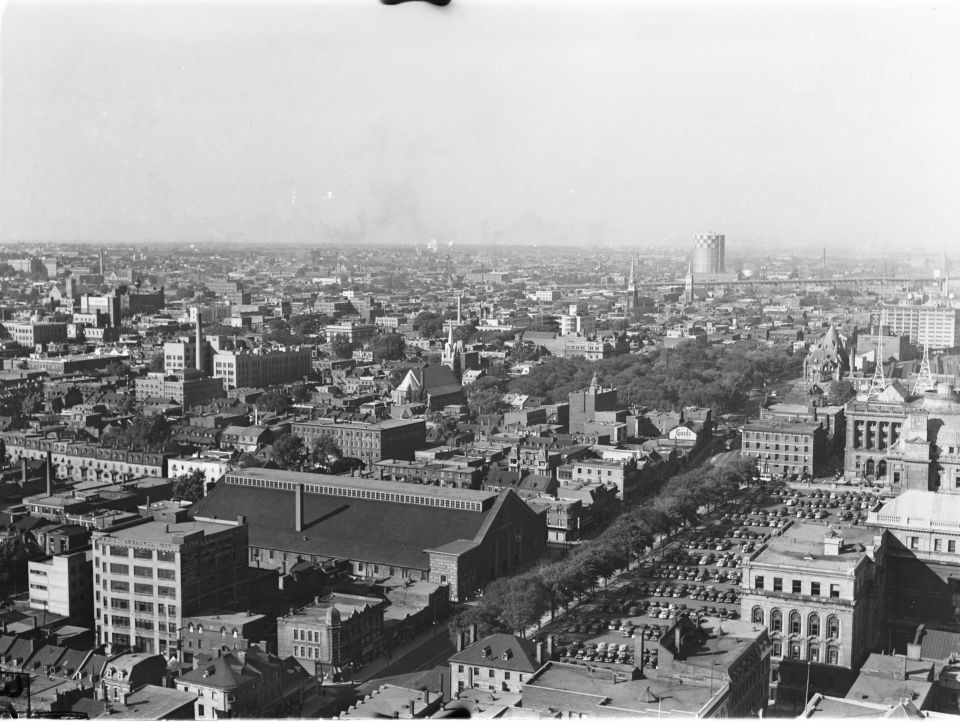
Le Champ-de-Mars, 1947